# El Triunfo Airport
El Triunfo Airport är en flygplats i Bolivia.   Den ligger i departementet Beni, i den norra delen av landet, 600 km norr om huvudstaden Sucre. El Triunfo Airport ligger 153 meter över havet.
Terrängen runt El Triunfo Airport är mycket platt. Trakten runt El Triunfo Airport är nära nog obefolkad, med mindre än två invånare per kvadratkilometer..
Trakten runt El Triunfo Airport består i huvudsak av gräsmarker.